# Power Rangers Zeo
Power Rangers Zeo là một bộ phim truyền hình của Mỹ và là mùa thứ tư của loạt phim Power Rangers, dựa trên phần phim Chōriki Sentai Ohranger của Nhât Bản. Đây là phần tiếp theo của Mighty Morphin Power Rangers, được phát sóng vào năm 1996.
Power Rangers Zeo cũng là mùa đầu tiên của Power Rangers tuân theo thông lệ của Super Sentai về việc thay đổi đội hình Ranger hàng năm và cũng là loạt phim cuối cùng sử dụng khẩu lệnh "It’s Morphin 'Time" cho đến khi kỷ nguyên Saban Brands của Power Rangers trở lại, bắt đầu từ Power Rangers Megaforce.

## Nội dung
Sau khi chứng kiến sự phá hủy của Trung tâm Chỉ huy, các Rangers bất lực phát hiện ra Zeo Crystal còn nguyên vẹn trong đống đổ nát — dường như do Goldar và Rito Revolto đánh rơi. Crystal hướng dẫn họ đến một cánh cổng, đưa họ vào sâu dưới lòng đất đến Phòng điện, nơi họ tìm thấy Zordon và Alpha 5 đang đợi họ. Mighty Morphin Power Rangers trở thành Zeo Rangers, một đội Rangers mới được cung cấp bởi Zeo Crystal. Bốn Mighty Morphin Rangers còn lại, Tommy Oliver, Adam Park, Rocky DeSantos và Katherine Hillard trở thành Zeo Ranger V   - Đỏ, Zeo Ranger IV   - Màu xanh lá cây, Zeo Ranger III   - Blue and Zeo Ranger I   - Pink tương ứng và Tanya Sloan gia nhập đội với tư cách là Zeo Ranger II   - Màu vàng, trong khi Billy Cranston chọn trở thành cố vấn kỹ thuật của họ thay vì tiếp tục làm Ranger.

## Nhân vật

Power Rangers Zeo

- Tommy Oliver  Anh ta là Zeo Ranger V Red và trước đây là Ranger Green và Ranger White. Anh ta tìm thấy Zeo Crystal của mình ở Tây Nam nước Mỹ. Anh là thủ lĩnh của Zeo Rangers.
- Adam Park  Anh ta là Zeo Ranger IV Green và trước đây là Black Ranger thứ hai. Anh ấy tìm thấy Zeo Crystal của mình ở Hàn Quốc. Anh ấy cũng là người yêu của Tanya.
- Rocky DeSantos Anh ta là Zeo Ranger III Blue và trước đó là Red Ranger thứ hai. Anh ấy đã tìm thấy Zeo Crystal của mình ở México. Anh ấy là chỉ huy thứ hai của đội cho đến khi Jason trở lại.
- Tanya Sloan Cô ấy là Zeo Ranger II Yellow và là thành viên mới duy nhất của nhóm cốt lõi. Khi Aisha, cựu Ranger Vàng, đi tìm Zeo Crystal của cô ấy ở Châu Phi.
- Katherine "Kat" Hillard Cô ấy là Zeo Ranger I Pink và trước đây là Pink Ranger thứ hai. Cô đã tìm thấy Zeo Crystal của mình ở quê hương Australia. Cô cũng là người yêu của Tommy Oliver.
- Trey of Triforia Gold Ranger ban đầu và cũng là hoàng tử của hành tinh Triforia, nơi mà mọi người đều có sinh ba giống hệt nhau. Anh ấy đã cho Zeo Rangers của họ Super Zeo Zords khi anh ấy phải trở về hành tinh của mình. Trey of Triforia mặc một bộ đồ đen với một chiếc áo gi lê vàng và có một tấm che mặt hình chữ kanji cho " vua ". Anh ta đã lái Pyramidas và vũ khí chính của anh ta là Quyền trượng vàng. Anh được miêu tả bởi Ted, Tim và Tom DiFilippo và được lồng tiếng bởi Brad Hawkins trong lần xuất hiện đầu tiên của anh.
- Jason Lee Scott  Ranger Vàng thứ hai và trước đó là Ranger Đỏ nguyên bản. Khi Trey of Triforia phải trở về hành tinh của mình, Tommy đã đến và tìm Jason để thay thế vị trí của Gold Ranger trong khi anh ta đã biến mất. Jason trở thành chỉ huy thứ hai khi trở lại. Anh ta đã lái Pyramidas và vũ khí chính của anh ta là Quyền trượng vàng.
- Zordon Người cố vấn của Zeo Rangers. Zordon đóng vai trò là nguồn cung cấp kiến thức và trí tuệ rộng lớn cho cả đội. Được lồng tiếng bởi Robert L. Manahan.
- Alpha 5 Trợ lý người máy của Zordon, phụ trách giữ cho Phòng điện hoạt động.
- Billy Cranston  Trước đây là Blue Mighty Morphin Power Ranger và Blue Ninja Ranger, Billy đã thôi làm Power Ranger, thay vào đó chọn hỗ trợ Alpha.
- Alien Rangers từ hành tinh Aquitar,họ đã giúp bảo vệ Trái Đất khỏi Zedd và Rita trong các sự kiện của mini-series trước. Họ tìm kiếm Billy để giúp đánh bại kẻ thù mới, và đổi lại dạy anh ta về công nghệ của chính họ; do đó tạo ra Red Battlezord.

## Truyền thông
Bắt đầu từ tháng 8 năm 1996, một số tập của Power Rangers Zeo đã được phát hành trên VHS.
Vào năm 2012, Shout Factory thông báo rằng họ đã đạt được thỏa thuận phân phối độc quyền với Saban cho các chương trình như Power Rangers và Big Bad Beetleborgs. Power Rangers Zeo được phát hành trên DVD vào tháng 8 năm 2012, như một phần của bộ đóng hộp độc quyền Time-Life gồm các phần 1–7. Sau đó, chương trình được phát hành độc lập với bộ đóng hộp thành hai tập, mỗi tập gồm 25 tập.